# Pavel Loukianenko
Pour les articles homonymes, voir Loukianenko (patronymie).
Pavel Panteleïmonovitch Loukianenko (Павел Пантелеймонович Лукьяненко), né le 27 mai 1901 à Ivanovskaïa et mort le 13 juin 1973 à Krasnodar, est un agronome soviétique russe qui fut académicien de l'Académie des sciences d'URSS (1964) et de l'Académie des sciences agricoles d'URSS (1948).

## Biographie
Loukianenko naît dans une stanitsa du Kouban en 1901. Il sort diplômé de l'institut agricole du Kouban en 1926. Il travaille d'abord comme technicien à Iessentouki, puis en 1927 et 1928 comme administrateur d'une station expérimentale, Korenovskaïa, près de Korenovsk, puis à l'institut de recherches de la station de Krismkaïa au bord de la mer Noire. Il se consacre à l'hybridation du blé d'hiver. Il est collaborateur scientifique de 1930 à 1956 à la station de recherches agricoles de Krasnodar, dont il devient le directeur-adjoint scientifique à partir de 1941. Elle porte aujourd'hui son nom. De 1956 à sa mort, en 1973, il s'occupe de culture sélective du blé et de légumineuses.

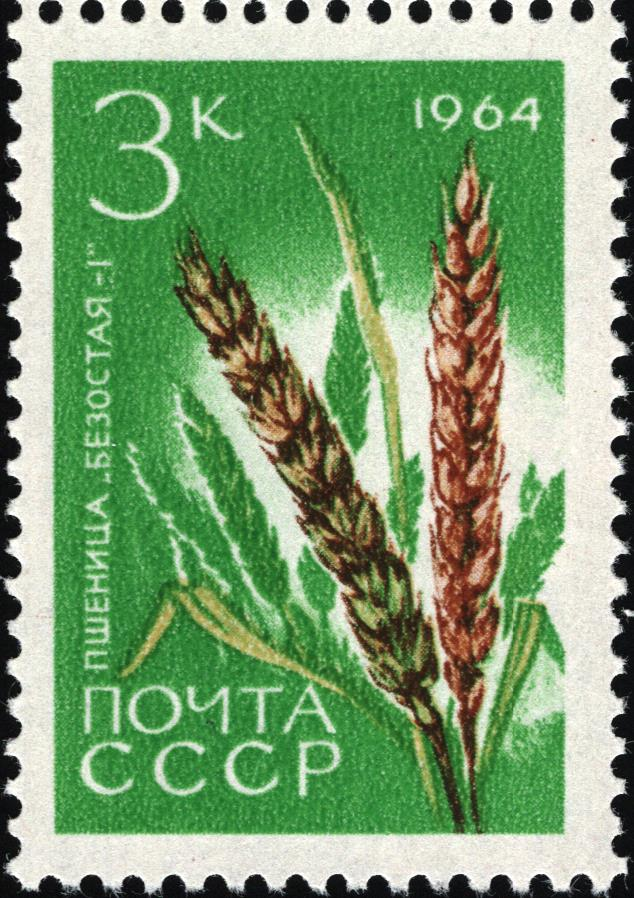
Timbre soviétique (1964) représentant le blé Bezostaïa-1 sélectionné par Loukianenko

Il est nommé vice-président de l'Académie des sciences agricoles d'URSS, pour la région du Caucase-Nord et de la mer Noire. Il a sélectionné quarante-cinq variétés de blés, dont la fameuse Bezostaïa-1. Il devient membre du PCUS en 1964 (dont il fut délégué au XXIIIe et au XIVe congrès), ce qui lui permet d'être nommé à l'Académie des sciences d'URSS la même année. Il était député au Soviet suprême de 1958 à sa mort et membre-correspondant de l'Académie royale d'agriculture et de sylviculture de Suède (1968).